# Helligdommen
Helligdommen er et område på Bornholms nordkyst, umiddelbart nord for Rø. Iflg. Nudansk Ordbog kendt fra 1580 under navnet Helligdommit.
Mest kendt er Helligdomsklipperne og Bornholms Kunstmuseum, der er bygget over Helligdomskildens udspring på toppen af klippen.
Om sommeren er der ofte turistture med båd mellem Gudhjem og Helligdomsklipperne, hvor der er en enkelt betonmole på 10-15 meter neden for trapperne. Klipperne er fredet, og der må eksempelvis ikke trænes bjergbestigning eller fjernes sten herfra.
Umiddelbart mod nordvest (lige neden for bakken) ligger Døndalen som mange turister gennem tiden har gået tur i, og få kilometer mod sydøst ligger Gudhjem.
55°13′30″N 14°53′40″Ø / 55.22500°N 14.89444°Ø